# Ternant (Côte-d'Or)
Ternant è un comune francese di 113 abitanti situato nel dipartimento della Côte-d'Or nella regione della Borgogna-Franca Contea.

## Società

### Evoluzione demografica
Abitanti censiti

## Geografia

### Clima
Nel 2010, il clima del comune è classificato come clima oceanico degradato delle pianure del Centro e del Nord, secondo uno studio del Centre national de la recherche scientifique basato su una serie di dati che coprono il periodo 1971-2000. Nel 2020, Météo-France pubblica una tipologia dei climi della Francia metropolitana nella quale il comune è esposto a un clima oceanico alterato e si trova nella regione climatica della Borgogna, valle della Saône, caratterizzata da buona insolazione (1.900 ore/anno), estate calda (18,5 °C), aria secca in primavera e estate e venti deboli.